# El·lèbor verd
L'el·lèbor verd, Helleborus viridis, és una espècie de planta amb flors dins la família ranunculàcia.

## Descripció
És una herba glabrescent perenne no fètida de 20 a 40 cm d'alt, amb les fulles totes basals, exceptuant les bràctees, amb sèpals verds. Les flors són grosses verdes i en grups de 2 o 4. Floreix de febrer a abril.

## Hàbitat
En boscos caducifolis humits sobretot a l'estatge montà però penetra a l'estatge alpí. Als Països Catalans només es troba al nord de Catalunya i viu dels 60 als 2.400 m d'altitud. La seva distribució europea és del centre d'Itàlia al centre de Gran Bretanya passant per França i països limítrofs.